# Lijst van orgelbouwers
Dit is een lijst van (vooral Nederlandse en Belgische) bouwers van pijporgels.

## 15e en 16e eeuw
- Hans van Covelen
- Familie Niehoff
- Johan Schlegel
- Hans Suys
- Familie Langhedul
- Familie Brebos
- Mors (orgelbouwers)
- Antoon van Elen
- Michaël Mercator (1491-1544)

## 17e eeuw

### Noordelijke Nederlanden
- Jacobus Armbrost I
- Arnoldus Bader
- Hans Henrick Bader
- Tobias Bader
- Johannes Duyschot
- Barend Ruinwerker (1627-1662)
- Roelof Barentszn Duyschot
- Theodorus Faber
- Familie Van Hagerbeer
- Hendricus Huisz
- Arp Schnitger (1648-1719)
- Hans Wolff Schonat (1614-± 1673)
- Jan Slegel

### Zuidelijke Nederlanden/Vlaanderen
- Nicolaas Helewout
- Bremser
- Willem Hermans (1601-1683)
- Andries Severijn (ca. 1600-1673)
- Familie Langhedul
- Jean-François Moreau
- Van Belle
- Nicolaas van Hagen
- De Lannoy (orgelbouwers)
- Le Royer
  - Nicolas I le Royer
  - Nicolas II le Royer
  - Jean le Royer
  - Charles le Royer
- Hans Goltfuss

### Duitsland
- Joachim Richborn (?-1684)
- Friedrich Stellwagen (1603-1660)

## 18e eeuw

### Zuidelijke Nederlanden/Vlaanderen
- Jacobus van Eynde
- Berger (orgelbouwers)
  - Andries-Jacob Berger
  - Dominique I Berger
  - Dominique II Berger
- Corneille Cacheux

- Jean-Baptiste Forceville
- School van Forceville:
  - Johannes Thomas Forceville
  - Familie Van Peteghem
  - Jean-Baptiste Goynaut
  - Jean-Joseph vander Haeghen
  - Egidius Le Blas
- Adrien Rochet
- Coppin (orgelbouwers)
- de la Haye, later Delhaye (familie)
- Gilliam Davidts

- Luikse School:
  - Philippe Le Picard de jongere (+ 1729)
  - Jean-François Le Picard (1711-1784)
  - Jean-Baptiste Le Picard (1706-1779)
  - Heinrich Möseler (+1777)
  - Wilhelm Robustelly (+1793)
  - Joseph Colin (1742-1806)
  - Matthieu Graindorge (+1794)
  - Arnold Graindorge (1775-1841)

- Christiaan Penceler

### Noordelijke Nederlanden/Nederland
- Johann Bätz, Utrecht
- Matthijs van Deventer
- Heinrich Hermann Freytag
- Albertus van Gruisen, Leeuwarden
- Albertus Antoni Hinsz
- Nicolaas van Hirtum
- Joost Derk Jalinck
- Rudolf Knol
- Johannes Petrus Künckel
- Abraham Meere, Utrecht
- Johannes Mitterreither
- Christian Müller
- Albertus van Os, Vlissingen
- Joachim Reichner
- Johan Pieter Schmidt (1743-1807), Gouda
- Franz Caspar Schnitger
- Gottfried Silbermann
- Johann Andreas Silbermann
- Andreas Silbermann
- Johannes Stephanus Strümphler
- Christian Vater
- Jan Jacob Vool

### Frankrijk
- Dom François Bedos de Celles
- Familie Clicquot

### Duitsland
- Heinrich Andreas Contius
- Familie Gilman
- Joseph Gabler
- Andreas Silbermann (1678-1734)
- Gottfried Silbermann (1683-1753
- Ludwig König
- Hinrich Just Müller
- Christian Müller
- Conradus Ruprecht II
- Arp Schnitger (1648-1719)
- Johann Friedrich Wenthin

## 19e eeuw

### Zuidelijke Nederlanden/België
- De Volder
- Familie Anneessens
  - Pieter-Hubertus Anneessens
  - Charles Anneessens
  - Jules Anneessens
- Philippe Forrest
- Gebroeders Van Bever
- Joseph Binvignat
- Arnold Clerinx
- Petrus Haelvoet
- Jacobus Hubeau
- Hooghuys
  - Louis Benoit Hooghuys
- Familie Kerckhoff
- Familie Loncke
- Familie Loret
- Leon Lovaert
- Joseph Merklin
- Pierre Schyven
- Theodoor Smet
- Jos Stevens, Duffel
- Henri Vermeersch
- familie Verbuecken
- Gebroeders Vereecken, Gijzegem
- Delmotte (orgelbouwers)

### Nederland
- Gebroeders Van der Aa
- Jacobus Armbrost
- Gideon Thomas Bätz
- Familie Van Dam, Leeuwarden
- Geert Pieters Dik, Groningen
- Pieter Flaes, Amsterdam
- Familie Gradussen, Winssen
- Willem van Gruisen, Leeuwarden
- Willem Hardorff, Leeuwarden
- Jan Adolf Hillebrand, Leeuwarden
- Bernard Petrus van Hirtum
- Hermanus Knipscheer
- Johan Frederik Kruse, Leeuwarden
- Ehrenfried Leichel & Zonen, Arnhem
- N.A. Lohman en Zonen, Groningen, Gouda, Leiden, Zutphen
- Michaël Maarschalkerweerd, Utrecht
- Roelf Meijer, Veendam
- Carl Friedrich August Naber, Deventer
- Antonius van Oeckelen, Harendermolen
- Cornelis van Oeckelen, Breda
- Cornelis Aldegundis Van Oeckelen, Harendermolen
- Petrus van Oeckelen, Harendermolen
- Pereboom & Leijser, Maastricht
- J.R. en P.J. Radersma, Wieuwerd
- Cornelis Rogier
- Johan Christoff Scheuer, Coevorden en Zwolle
- Jan Christoffel Schmidt (1778-1846), Gouda
- Franciscus Cornelius Smits
- Johan Wilhelm Timpe, Groningen
- Vermeulen, Weert
- Christian Gottlieb Friedrich Witte, Utrecht
- Johan Frederik Witte, Utrecht
- Lodewijk Ypma, Alkmaar

### Frankrijk
- Joseph Callinet
- Aristide Cavaillé-Coll
- Charles Mutin

### Duitsland
- Friedrich Ladegast
- Eberhard Friedrich Walcker
- Friedrich Fleiter

## 20e en 21e eeuw

### België
- Jean Bruggeman, Marke
- Alex Belmans orgelpijpenmaker, Kersbeek
- Patrick Collon, Brussel
- Decap, Antwerpen
- Johan De Blieck, Brussel
- De Munck - Claessens, Sint-Niklaas
- Pierre Decourcelle, Mont-Saint-Aubert
- Jean Pierre Draps, Erps-Kwerps
- Jan Lapon, Diksmuide
- Jos Stevens, Duffel
- Manufacture d'orgues Thomas
- Jos Moors - Helmut De Backer, Borgloon
- Gebroeders Vereecken, Gijzegem
- Orgelbau Schumacher
- Delmotte (orgelbouwers)
- Ghislain Potvlieghe, Denderwindeke
- Joris Potvlieghe, Tollembeek
- J. Verbeeck, Sint-Job-in-'t-Goor
- Familie Loncke
- Orgelbouw Wuyts, Stavelot

### Nederland
- Adema, Hillegom
- BAG, Enschede
- Orgelmakerij Bakker & Timmenga, Leeuwarden
- Boogaard, Rijssen
- Sander Booij, Wijk bij Duurstede
- Jan Bruin, Enkhuizen
- Martin Butter, Ridderkerk
- Henk van Eeken, Herwijnen
- Marten Eertman, Noordwolde
- Elbertse Orgelmakers, Soest
- Hermann Eule Orgelbau GmbH, Bautzen
- Fama en Raadgever, Utrecht
- Fokke Rinke Feenstra, Grootegast
- Flentrop, Zaandam
- Andries Fonteyn & Julius Gaal, Amsterdam
- Hendriksen & Reitsma, Nunspeet
- Jan van den Heuvel, Dordrecht
- Kaat en Tijhuis Orgelbouw, Kampen
- Klop, Garderen
- Bernard Koch, Apeldoorn
- Firma J. de Koff, Utrecht
- Ernst Leeflang, Apeldoorn
- René Nijsse (fa. A. Nijsse & Zn), Wolphaartsdijk
- Eppo Rynko Ottes, Appingedam † 20-04-2021
- Pels & Van Leeuwen, 's-Hertogenbosch
- Van der Putten, Finsterwolde
- Ton Nagel, 's-Hertogenbosch
- Reil, Heerde
- J.C.van Rossum Orgelbouw, Wijk en Aalburg
- Mense Ruiter, Zuidwolde
- Steendam orgelbouw, Roodeschool
- Machiel Spiering, Dordrecht
- Valckx & Van Kouteren, Rotterdam
- Arie Verduyn, Slikkerveer
- Verschueren, Heythuysen
- Hendrik Jan Vierdag, Enschede (1946-1981)
- Gebr. Van Vulpen, Utrecht
- Rini Wimmenhove, Hoogeveen
- Witteveen Orgelmaker, Doornspijk
- Daniël Gerard Steenkuyl Amsterdam

### Duitsland
- Jürgen Ahrend, Leer
- Rudolf von Beckerath, Hamburg
- Carl Frei, Breda - Waldkirch
- Alexander Schuke Potsdam Orgelbau GmbH
- Seifert Orgelbau, Kevelaer
- Weimbs Orgelbau, Hellenthal

### Andere
- Gerhard Grenzing, El Papiol (ES)
- Haerpfer-Ermann, Boulay en Moselle (F)
- Marcussen & Søn, Aabenraa (DK)
- Metzler Orgelbau, Ditikon (CH)